# Лаврентій Жмурко

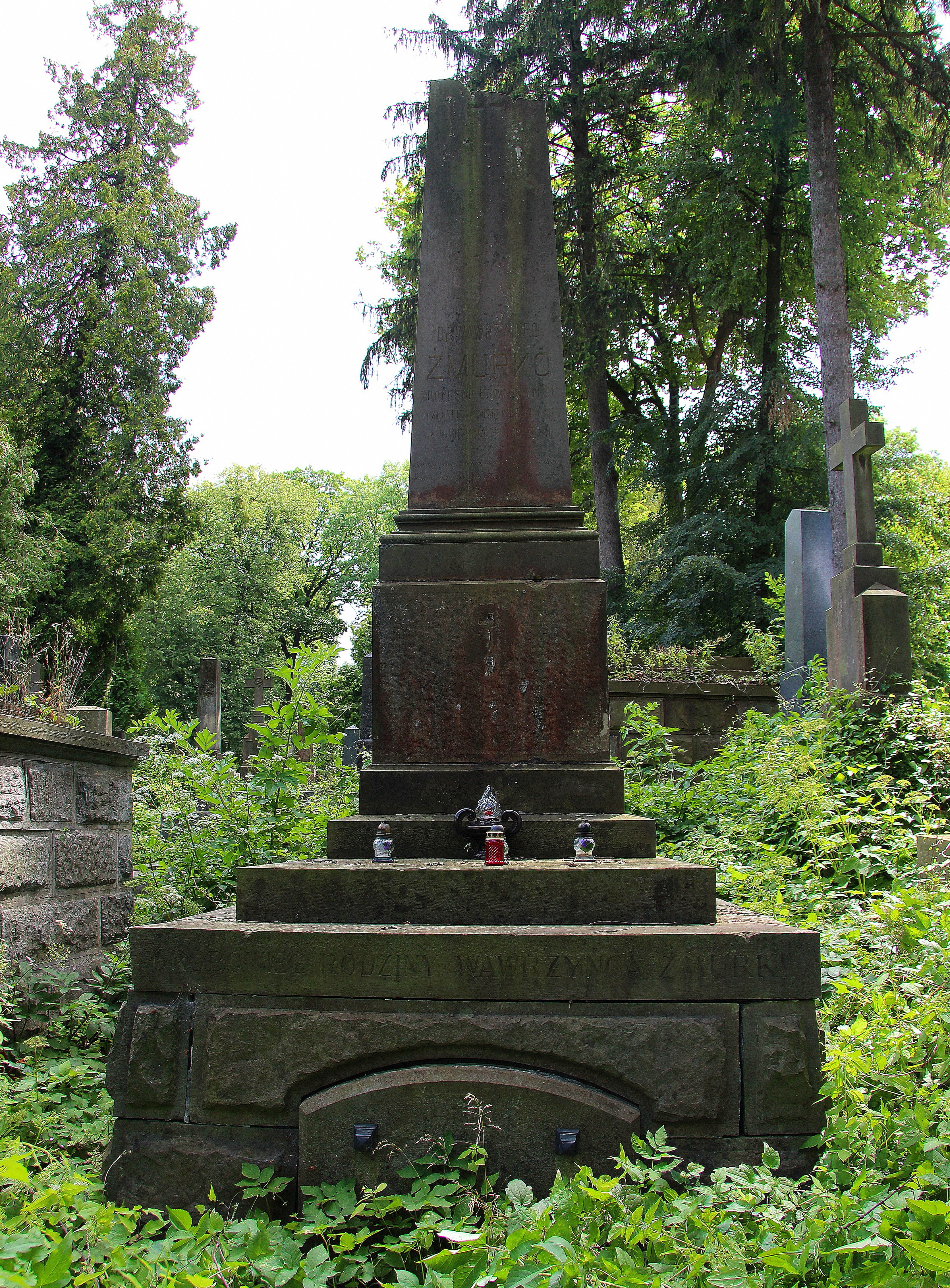

Жмурко Лаврентій (Вавжинець) (пол. Wawrzyniec Żmurko; 10 червня 1824, Яворів — 3 квітня 1889, Львів) — польський математик, засновник так званої першої львівської математичної школи, винахідник. Батько видатного художника Францішка Жмурка.

## Біографія
Народився у Яворові на Львівщині в селянській родині. Закінчив гімназію в Перемишлі і дворічні філософські курси у Львові.
З 1845 по 1849 рік вивчав право у Львівському університеті і математику у Віденському університеті.
Після закінчення Віденського університету в 1851 році очолив новоутворену кафедру математики у Львівській технічній академії (зараз Національний університет «Львівська політехніка»). Став професором у 26 років. Його лекції з математики в Технічній академії відвідували й студенти університету.
У 1871 році перейшов на посаду завідувача математики у Львівському університеті, за сумісництвом викладав математику в Технічній академії до 1878 року.
У 1878 році Жмурко був удостоєний звання гонорового професора Львівського університету.
За порадою професора Жмурка посаду завідувача кафедри геодезії і сферичної астрономії запросили Зброжека.

## Внесок у науку
Розробив оригінальний метод викладання математики, опублікував ряд наукових статей, а саме:
- Wykład matematyki na podstawie ilości o dowolnych kierunkach w przestrzeni (2 T., 1861—1864);
- Teoria największości i najmniejszości funkcji wielu zmiennych (1871) та ін.

Створив інструменти для креслення різних кривих, які демонструвалися і були відзначені медалями на кількох міжнародних виставках (Відень 1873, Львів 1877, Париж 1878, Лондон 1878).
Належно були оцінені тригонометричні підстановки Жмурка в інтегральному численні.
Помер у Львові. Похований на Личаківському цвинтарі, поле № 69.